# Robert Baća
Robert Baća (Zagreb, 19. rujna 1949. - 7. kolovoza 2019.), hrvatski kipar i slikar. 
Diplomirao na Akademiji u Zagrebu 1974. u klasi Ivana Sabolića. Bio je suradnik Majstorske radionice Antuna Augustinčića. Bavi se skulpturom i keramikom nefigurativnih oblika, asocijativnih značenja i naglašenih volumena (Drvo, 1971; Šuma, 1975). Radi umnoženu sitnu plastiku, multiple i porculanske objekte u boji. Samostalno izlagao u Zagrebu, Samoboru, Sesvetama, Sisku, Zürichu i Lichtensteinu.

## Životopis
Robert Baća rođen je 19. rujna 1949. u Zagrebu. 1967. prvi put izlaže na zajedničkoj izložbi u Školi primijenjene umjetnosti u Zagrebu. Školu primijenjene umjetnosti, odjel keramičkih tehnika, u klasi prof. Slavka Barlovića završava 1969., a 1974. diplomira kiparstvo na Akademiji likovnih umjetnosti u Zagrebu u klasi prof. Ivana Sabolića. Iste godine postaje članom Hrvatskog društva likovnih umjetnika u Zagrebu. 1976. postaje članom Udruženja likovnih umjetnika primijenjenih umjetnosti Hrvatske i Zajednice umjetnika Hrvatske te od tada živi i djeluje kao samostalni, profesionalni likovni umjetnik. 1978. završio je postdiplomski studij kiparstva u Majstorskoj radionici prof. Antuna Augustinčića u Zagrebu. Predstavio se prvom samostalnom izložbom u Zagrebu.  1985. Muzej za umjetnost i obrt u Zagrebu otkupljuje mu tri skulpture u tehnici porculana za svoj fundus. 1995. Robert Baća je uvršten u Enciklopediju hrvatske umjetnosti.

## Ciklusi
- 1975-1985. - Radovi u drvetu - kompatibilni objekti
- 1985-1990. - Radovi u porculanu i terracoti (multipli)
- 1990-1996. - Terracota i porculan - serija "Glave"
- 1996-2005. - Skulpture i slike - serija "Otoci"
- 2005-danas - Slike - serija "Vlaćice"

## Nagrade i priznanja
- 1979. - Rovinj, Diploma likovne kolonije.
- 1985. - Zagreb, Otkup za Muzej za umjetnost i obrt.
- 1986. - Zagreb, Nagrada Udruženja likovnih umjetnika primijenjenih umjetnosti Hrvatske na izložbi VI. Trienale jugoslavenske keramike, Subotica, Beograd.
- 1996. - Zagreb, Svjetski trienale male keramike - nagrada Vukovar.

## Vanjske poveznice
- Robert Baća web galerija
- Muzej za umjetnost i obrt